# Atropatena
Atropatena a fost un stat antic de pe teritoriul de azi al Azerbaidjanului de Sud. Se crede că Azerbaidjan și-a luat numele după pronunțarea arabă a statului "Atropatena" sau "Aturpatkan".

## Cuceririle lui Alexandru cel Mare
În anii 30 sec. VI î.e.n. statul persan al Ahemenizilor s-a năruit sub loviturile armatelor lui Alexandru Macedon, iar ceva mai târziu și imperiul făurit de aceștia.
În anii 20 ai aceluiași sec. IV î.e.n. in Azerbaidjanul de Sud, care ocupa partea teritoriului Mediei, satrapul ahemenid Atropat a intemeiat statul de sine stătător Atropatena. În legătură cu acest eveniment Strabon scria: „Media se împarte în două părți. Una se numește Media Mare, iar cealaltă Media Atropatică; această denumire provine de la comandantul militar Atropat care nu a permis ca această țară, ca parte a Mediei Mari, să se afle, de asemenea, sub stăpânirea macedonenilor. Într-adevăr, Atropat, proclamat împărat, a transformat această țară din proprie inițiativă intr-o țară independentă, urmașii săi căsătorindu-se cu prinți armeni si sirieni și mai târziu cu prinți parfieni.... aceasta este o țară destul de însemnată în ceea ce privește puterea militară, deoarece aceasta poate pune la dispoziție 10 000 de călăreți si 40 000 de infanteriști..”

## Apariția statului Atropatena
Astfel, după trei secole de la căderea statului Manna, în Azerbaidjan a apărut din nou statul independent care cuprindea aproape tot teritoriul Azerbaidjanului de Sud. Întemeietorul acestuia, Atropat, a fost un mare om de stat care a reușit sa-și consolideze pozițiile și să pună bazele relațiilor cu cele mai mari uniuni de triburi din regiunile nordice ale Azerbaidjanului încă de pe timpul dominației ahemenizilor. Atropat, politician cumpătat și diplomat cu spirit de previziune, înțelegând pericolul luptei armate cu Alexandru Macedon, a ales calea tratativelor, apropierea de grecii macedoneni. El a intrat în legături de rudenie cu unul din cei mai apropiați camarazi de arme ai împăratului Macedoniei, Perdiccas, căruia i-a dat în căsătorie pe fiica sa. El l-a predat lui Alexandru Macedon pe medianul Bariax care s-a ridicat împotriva grecilor-macedoneni in scopul refăcerii Imperiului Persan.
În timpurile furtunoase, când comandanții de oști ai lui Alexandru Macedon se luptau pentru putere, și ulterior în perioada dominației seleucizilor, Atropat a reușit să mențină independența statului său. În scurt timp capitala Atropatenei a devenit Gazaka, în apropierea orașului Tabriz. Acest loc era socotit sfânt, aici aflându-se una din cele trei biserici ale focului care și-a păstrat importanța de centru cultural dinastic și în timpul Sasanizilor.

## Viața internă a Atropatenei
Atropatena era o țară cu o agricultură bine dezvoltată, meșteșuguri și viață citadină dezvoltate și o cultură superioară, raportate la acele vremuri. Formarea și dezvoltarea Atropatenei a avut loc în epoca elenistică. Formarea statului de sine stătător a favorizat dezvoltarea economiei, creșterea forțelor de producție ale țării, redresarea comerțului si meșteșugurilor, construirea orașelor. Cea mai mare dezvoltare în Atropatena a cunoscut-o posesiunea de pământuri de către biserică. Conform datelor prezentate de autorii antici, cele mai roditoare pământuri aparțineau clerului. Sclavagismul era dezvoltat.
Atropat și succesorii apropiați ai acestuia a trebuit să ducă o luptă îndârjită cu „centralismul” unuia dintre cei mai capabili comandanți de oști ai lui Alexandru Macedon, Seleucos, care a cucerit în ultimul deceniu al sec IV î.e.n. pe foștii satrapi iranieni. La sfârșitul anilor 20 sec. III î.e.n. Artabazan, suveranul Atropatenei, conducător remarcabil de oști și om de stat, a fost obligat să recunoască puterea superioară a lui Antioh II, urmașului lui Seleucos. Totuși, așa după cum atestă izvoarele scrise, deja în anii 60 sec II î.e.n., se poate chiar și mai devreme, Atropatena ducea din nou o politica independentă.

## Fraaspa
Spre mijlocul sec. al II-lea î.e.n., în partea de răsărit apare o nouă forță agresivă, parțienii, care înainte de domnia lui Antioh al III-lea au cucerit câteva regiuni din partea de răsărit a Mediei Mari. Aproximativ în a doua jumătate a sec. II î.e.n., parțienii și-au consolidat pozițiile și în Atropatena, deși consolidarea influenței acestora nu a împiedicat statul Atropatena să-și mențină suveranitatea. La sfârșitul sec. al II-lea î.e.n. în Atropatena a fost construit un oraș-cetate mare, Fraaspa, care a devenit capitala de iarnă a monarhilor atropateni și a jucat un rol important în cadrul evenimentelor militare și politice de la sfârșitul sec. I î.e.n.

## Relații cu vecinii
În această perioadă Atropatena și-a consolidat atât de bine poziția încât armatele romane care au năvălit aici, conduse de comandantul de oști Antoniu, în bătălia de la Arcas au fost înfrânte și nevoite să se retragă. Relațiile Atropatenei cu vecinii nu au fost întotdeauna de pe poziții egale. Prietenia, legăturile prin căsătorie între reprezentanții caselor regești și aristocrate, contactele tradiționale culturale și economice cu vecinii nu rareori s-au transformat în vrajbă. Așa s-a întâmplat, de exemplu, la sfârșitul sec. III - începutul sec. II î.e.n., când pe tronul armean a fost adus Artașes I, care avea legături cu Atropatena. S-au înrăutățit in special relațiile intre cele doua case regești în sec. I î.e.n. Împăratul Armeniei Tigran II, fără să țină cont de legăturile de rudenie cu casa regală din Atropatena (fiica acestuia s-a căsătorit cu conducătorul Atropatenei), a cucerit Atropatena. Totuși această dependență nu a durat mult timp. Deja în anii 30 sec. I î.e.n. Atropatena a început să aibă un rol independent în viața politică din regiune, iar la sfârșitul sec. I î.e.n. conducătorii Atropatenei au încercat sa-și consolideze poziția pe tronul armean.

## Apusul Atropatenei
În anul 36 î.e.n. unul din ultimii atropateni, domnitor Artabazd, în alianță cu parțienii, a cucerit de la romani trofee mari, printre care, drapelul unui legat din regiune al lui Antonius. În ultimii ani ai sec. I î.e.n. în timpul acestuia are loc procesul de îndepărtare de la politica tradițională proparțiană. Conform datelor conținute de izvoarele scrise, cauza acestei îndepărtări a constituit-o neînțelegerea dintre parțieni și atropateni cu ocazia împărțirii bunurilor capturate de la romani. Se pare, totuși, că rolul principal l-au jucat aici motivele politice. Probabil, Artabazd, pe de o parte, văzând desele insuccese ale parțienilor, iar pe de altă parte, temându-se că statul său va fi absorbit de parfieni, a hotărât să se bazeze pe forța armată romană. Totuși, Parția era suficient de puternică și în scurt timp parfienii au reușit să cucerească Atropatena. Însă Artabazd a rămas un aliat credincios al romanilor, la început lui Antonius, iar mai apoi lui Augustus. Artabazd s-a înrudit cu Antonius, măritându-și fiica Iotapa cu fiul lui Antonius și al Cleopatrei, Alexandru. Un rol remarcabil în istoria Atropenei l-a avut domnia lui Artaban al III-lea, după mamă Arșachid, care a întemeiat dinastia Arșachizilor. În timpul domniei acestuia a început bătălia hotărâtoare împotriva greco-romanilor, iar Atropatena a devenit centrul zoroastrizmului avestic. Un rol important l-au jucat în acest caz magii, slujitorii cultului lui Ahur Mazda, Aahitei și Mitrei. Aceștia dispuneau în acea perioadă de o putere colosală și de proprietăți enorme de pământuri. Atropatena a rămas în componența statului Parția până la începutul sec. III î.e.n., când puterea în Iran a trecut la Sasanizi.

## Populația Atropatenei
Populația Atropatenei era mixtă din punct de vedere etnic. Majoritatea toponimelor și antronimelor sunt legate cu zoroastrismul, dar după convertirea în Islam denumirile arabe au început să fie majoritari. Din această cauză este extrem de greu definirea apărtenența etnică a lui Atropat și apropatenilor. Pe de o altă parte denumirile vechi atropateni ni s-a transmis prin limba greacă, astfel și denumirea țării (Atropatena) este în greacă. Aecastă denumire se pronunța de către zoroastriști medieni Aderbadagan, iar de arabi Azerbaidjan. Așa că este neclar cum își numeau pe ei și pe statul lor autohtonii țării. 
Ceea ce rămâne cert este faptul că în timpul statului Atropatena s-a format definitiv granițele sudice ale Azerbaidjanului, și în ciudă schimbării limbilor, traduițiilor și religiilor în decursul mileniilor, hotărele create de Atropat aproape nu s-au schimbat.